# 伊格爾維爾 (加利福尼亞州尤巴縣)
伊格爾維爾（英語：Eagleville）是位於美國加利福尼亞州尤巴縣的一個非建制地區。該地的面積和人口皆未知。

## 地理
伊格爾維爾的座標為39°34′46″N 121°05′47″W / 39.57944°N 121.09639°W，而該地的平均海拔高度為1145米（即3757英尺）。